# Kim Gordon
Kim Althea Gordon (ur. 28 kwietnia 1953 w Rochester w stanie Nowy Jork) – amerykańska artystka, muzyk, autorka tekstów, najlepiej znana jako basistka i wokalistka zespołu Sonic Youth, z którym nagrała szesnaście albumów. Udziela się w wielu projektach muzycznych, jest liderką zespołu Free Kitten. Współprodukowała płytę Pretty on the Inside grupy Hole. 
Po rozpadzie zespołu Gordon wydała dwa solowe albumy: No Home Record (2019) i The Collective (2024).

## Życiorys

### Wczesne życie i edukacja
Kim Gordon przyszła na świat 28 kwietnia 1953 w Rochester w stanie Nowy Jork. Jej matka Althea Gordon zajmowała się krawiectwem i domem, a ojciec Calvin Wayne Gordon był profesorem socjologii. Calvin urodził się w Centralii w Kansas w rolniczej rodzinie. Kim miała starszego brata, Kellera Gordona, który według niej miał największy wpływ na jej życie. Keller dokuczał Kim i w dzieciństwie często się kłócili. Po ukończeniu studiów z literatury klasycznej na Berkeley przez Kellera, zdiagnozowano u niego schizofrenię paranoidalną. Zmarł w 2023 roku.
Dorastała w Los Angeles. W wieku pięciu lat Kim przeprowadziła się wraz z całą rodziną do tego miasta, w którym jej ojciec podjął pracę na Uniwersytecie Kalifornijskim. W kolejnych latach Calvin został dziekanem na tym uniwersytecie. Uczęszczała do szkoły podstawowej przy uniwersytecie, na którym uczył jej ojciec. Nie lubiła chodzić do szkoły i często ją opuszczała. Była nieśmiała w dzieciństwie, często bawiła się sama. Od dziecka chciała zostać artystką. Uczęszczała do Santa Monica College i zamieszkała w Venice, później przeprowadziła się do kanadyjskiego Toronto gdzie rozpoczęła studia na Uniwersytecie York. Wtedy pierwszy raz grała w zespole muzycznym, założonym na potrzeby zajęć uczelnianych. Zaprzyjaźniła się w tym okresie z artystą Mikiem Kelleyem. Nie ukończyła studiów w Toronto. Wróciła do Los Angeles, w którym ukończyła Otis College of Art and Design.

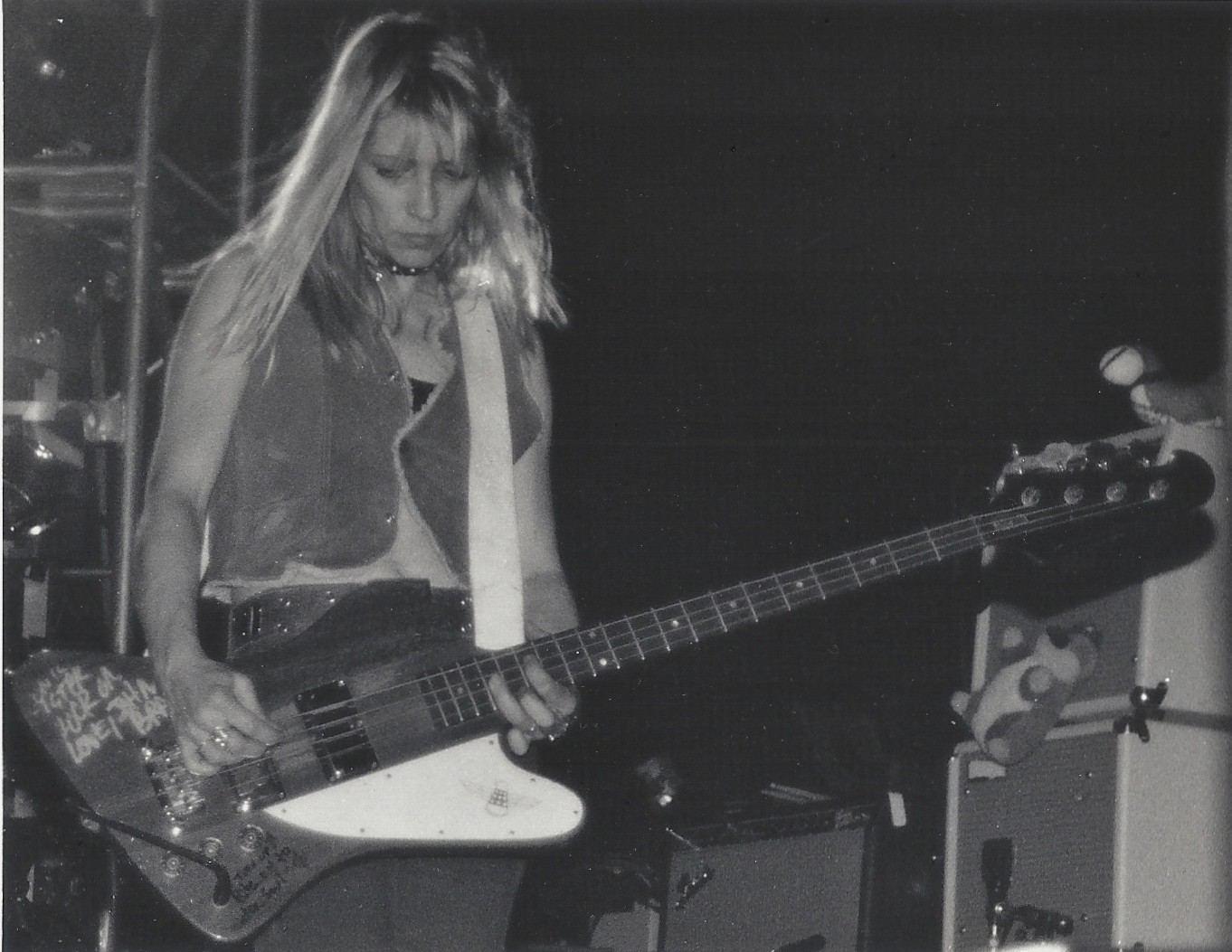
Kim Gordon podczas występu Sonic Youth (1992)

W 1980 r. Gordon przeprowadziła się do Nowego Jorku z nadzieją na zostanie artystką. Na początku lat 80. prowadziła projekt artystyczny „Design Office” polegający na dokonywaniu artystycznych metamorfoz mieszkań swoich znajomych. Pracowała w galerii sztuki marszanda Larry’ego Gagosiana. W 1981 r. miała miejsce wystawa jej prac w nowojorskiej galerii White Columns.

### Sonic Youth
Na początku lat 80. Gordon była zainteresowana nowojorską sceną zespołów no–wave. Swoją pierwszą gitarę dostała od koleżanki. Przez krótki okres grała w krótko istniejącym zespole CKM. Jej znajoma Miranda Stanton zapoznała ją z pięć lat młodszym Thurstonem Moore, który grał wtedy w zespole Coachmen. Kim weszła w związek z Thurstonem, w 1984 r. wzięli ślub. W 1981 r. razem z Thurstonem i Lee Ranaldo założyła noise–rockowy zespół Sonic Youth. Kim grała na basie i gitarze, śpiewała na wokalu (choć nie miała muzycznego wykształcenia), Thurston i Lee grali na gitarach. Rok po założeniu zespołu nagrali debiutancki, beztytułowy album. Zespół działał w podziemiu aż do wydania trzeciego albumu pt. EVOL. W 1986 r. na stałe do zespołu dołączył Steve Shelley jako perkusista, który wprowadził więcej rytmicznych impulsów do muzyki zespołu. Znacznym sukcesem grupy okazał się album Daydream Nation wydany w 1988 roku. Zdobył uznanie krytyków i przyniósł szerszą rozpoznawalność zespołu. Zespół był określany jako „pionierzy rocka alternatywnego”. W 1990 wydali album Goo, a w 1992 album Dirty. Oba zyskały popularność.
Była współproducentką debiutanckiego albumu Pretty on the Inside grupy Hole, o co poprosiła ją Courtney Love. W 1991 r. Sonic Youth było supportowane przez Nirvanę podczas ich europejskiej trasy koncertowej. W 1993 r. razem ze stylistką Daisy von Furth założyła firmę odzieżową X–Girl, twarzą marki została Chloë Sevigny. W tym samym roku Gordon wraz z Julią Cafritz założyła zespół Free Kitten, swój pierwszy poboczny projekt muzyczny. W 1994 r. Kim urodziła córkę Coco, swoje pierwsze i jedyne dziecko. Myśląc o wychowaniu swojej córki, w 1999 r. przeprowadziła się z Thurstonem do miasteczka Northampton w stanie Massachusetts.
Od 1997 r. Sonic Youth wydało serię eksperymentalnych albumów. W 2009 r. grupa wydała swój szesnasty album pt. The Eternal, który okazał się ich ostatnim albumem. W 2011 r. Gordon i Moore rozstali się po 27 latach małżeństwa z powodu niewierności Moore’a. W listopadzie 2011 r. gitarzysta Ranaldo poinformował o zawieszeniu zespołu. 14 listopada 2011 r. w brazylijskim São Paulo Sonic Youth zagrało swój ostatni koncert.

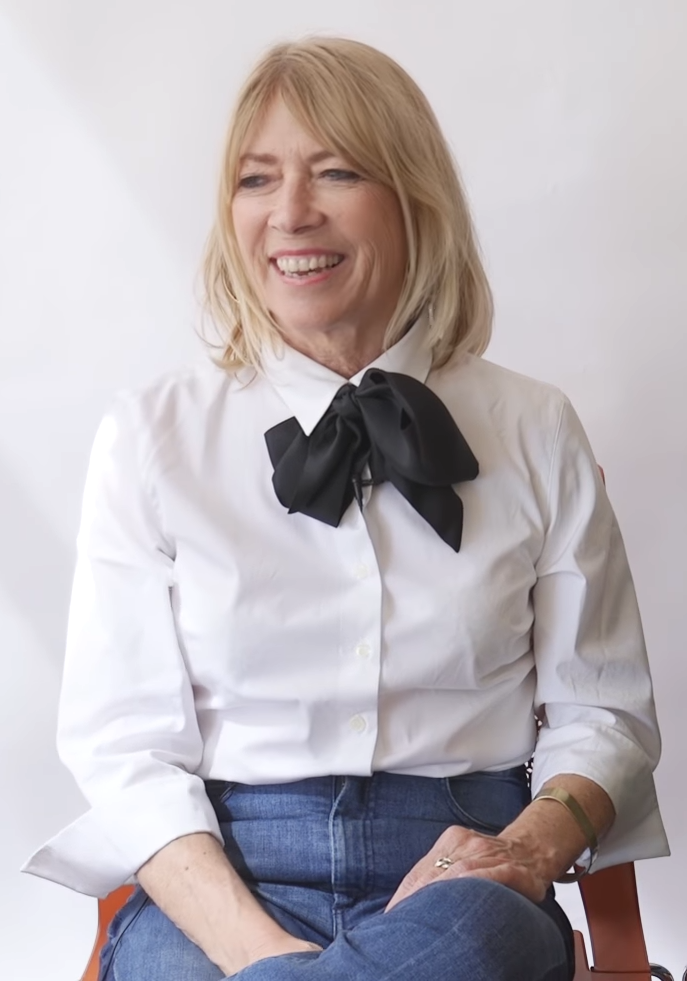
Kim Gordon (2018)

### Kariera solowa i inne projekty
Po rozpadzie Sonic Youth, Gordon angażowała się w różne projekty muzyczne. W 2012 r. występowała na koncertach w duecie z japońską perkusistką Ikue Mori. Wraz z Billem Nace’em założyła dwuosobowy zespół Body/Head i zagrała europejską trasę koncertową. Razem wydali albumy m.in. No Waves oraz The Switch. W 2013 r. miała miejsce retrospektywna wystawa prac Gordon w galerii White Columns w Nowym Jorku.
W 2015 r. wydała autobiograficzną powieść pt. Girl in a Band (pol. Dziewczyna z zespołu). W książce Gordon wspomina i opisuje wydarzenia ze swojego życia w tym m.in. swoje dzieciństwo, życie w Nowym Jorku czy rozpad Sonic Youth.
Zagrała role m.in. w serialu Dziewczyny, Simpsonowie oraz w filmie Bez obaw, daleko nie zajdzie.
W 2016 r. przeprowadziła się do Los Angeles. W 2019 r. odbyła się indywidualna wystawa dzieł Gordon w The Andy Warhol Museum w Pittsburgu.
W 2019 r. wydała swój pierwszy solowy album pt. No Home Record. W 2024 r. wydała drugi solowy album pt. The Collective.

## Życie prywatne
Kim Gordon pobrała się z Thurstonem Moore w 1984 roku, ich córka – Coco Hayley Gordon Moore – urodziła się w 1994 roku. Gordon rozwiodła się z Moore’em w 2013 roku.
Zdiagnozowano u niej nieinwazyjnego raka sutka, którego wyleczono.
Jest feministką.

## Wizerunek
Przez Harper’s Bazaar została nazwana „ikoną kontrkultury”, a magazyn The Guardian określił ją jako „legendę art rocka”. Nazywana bywa „matką chrzestną grunge’u” oraz „sumieniem alternatywnego rocka”.
W 2020 r. magazyn Rolling Stone umieścił Gordon na 39. miejscu zestawienia najlepszych basistów wszech czasów.
Wśród swoich inspiracji Gordon wymienia m.in. The Slits, Siouxsie Sioux, Patti Smith, Janis Joplin i Tinę Turner – którą uważa za najlepszą artystkę.